# Ulski (Adiguesia)
Ulski (del ruso: Ульский) es un pueblo (posiólok) del raión de Shovguénovski en la república de Adiguesia de Rusia. Está situado 13 km al este de Jakurinojabl y 47 km al norte de Maikop, la capital de la república. Tenía 147 habitantes en 2010
Pertenece al municipio Zarióvskoye.